# Austrocapsus
Austrocapsus is een geslacht van wantsen uit de familie van de Miridae (Blindwantsen). Het geslacht werd voor het eerst wetenschappelijk beschreven door George Willis Kirkaldy in 1901.

## Soorten
Het genus bevat de volgende soorten:

- Austrocapsus antennatus (Walker, 1873)
- Austrocapsus dallasi (Stål, 1859)
- Austrocapsus grandis Carvalho, 1993
- Austrocapsus martigena Kirkaldy, 1901
- Austrocapsus pilosus Carvalho, 1993
- Austrocapsus punctatus Carvalho, 1993
- Austrocapsus queenslandensis Carvalho, 1993
- Austrocapsus sidnensis Carvalho, 1993
- Austrocapsus victorianus Carvalho, 1993